# Патиньо, Хосе
Хосе Патиньо-и-Росалес (исп. José Patiño y Rosales, 11 апреля 1666, Милан, Миланское герцогство — 3 ноября 1736, Сан-Ильдефонсо, Испания) — испанский государственный деятель, государственный секретарь в 1734—1736 годах.

## Биография
Эта статья (раздел) содержит текст, взятый (переведённый) из статьи «Patiño, José» (ред. — Chisholm, Hugh) Vol. 20 (11th ed.) p. 927 из одиннадцатого издания «Британской энциклопедии», перешедшего в общественное достояние.
Родился в семье Лукаса Патиньо де Ибарры, сеньора Кастелара (Don Lucas Patiño de Ibarra, Señor de Castelar), который был инспектором войск в Миланском герцогстве, принадлежавшем испанскому королю. Когда в 1700 году испанский престол занял Филипп V, то Хосе получил место в миланском сенате, но когда в ходе Войны за испанское наследство Испания потеряла контроль над Миланским герцогством, то в 1707 году ему дали должность в Испании. Он служил интендантом Эстремадуры, а затем Каталонии (1711—1718 годы).
В 1717 году его назначили интендантом флота. Ему покровительствовал Альберони, и в 1726 году король назначил Хосе Патиньо одновременно министром (секретарем) флота, колоний («Индий») и иностранных дел, а затем и военным министром. Фактически он был премьер-министром страны до своей смерти в 1736 году.